# Psycho (film, 1998)
Psycho (v anglickém originále Psycho) je americký hororový film z roku 1998. Režisérem filmu je Gus Van Sant. Hlavní role ve filmu ztvárnili Vince Vaughn, Anne Heche, Julianne Moore, Viggo Mortensen a William H. Macy. Jedná se o remake filmu Psycho z roku 1960.

## Obsazení
| Vince Vaughn      | Norman Bates    |
| Anne Heche        | Marion Crane    |
| Julianne Moore    | Lila Crane      |
| Viggo Mortensen   | Sam Loomis      |
| William H. Macy   | Milton Arbogast |
| Philip Baker Hall | Al Chambers     |
| Robert Forster    | Dr. Richmond    |
| Chad Everett      | Tom Cassidy     |